# Кубок Росії з футболу 2010—2011
Кубок Росії з футболу 2010–2011 — 19-й розіграш кубкового футбольного турніру в Росії. Титул вшосте здобув ЦСКА.

## Календар
| Раунд            | Дата                             | Матчі | Клуби     |
| ---------------- | -------------------------------- | ----- | --------- |
| Попередній раунд | 14 квітня 2010                   | 1     | 116 → 115 |
| Перший раунд     | 25 квітня - 3 травня 2010        | 31    | 115 → 84  |
| Другий раунд     | 3-24 травня 2010                 | 24    | 84 → 60   |
| Третій раунд     | 5-15 червня 2010                 | 12    | 60 → 48   |
| Четвертий раунд  | 1 липня 2010                     | 16    | 48 → 32   |
| 1/16 фіналу      | 13-14 липня 2010                 | 16    | 32 → 16   |
| 1/8 фіналу       | 22 вересня 2010 - 6 березня 2011 | 8     | 16 → 8    |
| 1/4 фіналу       | 20 квітня 2011                   | 4     | 8 → 4     |
| 1/2 фіналу       | 11 травня 2011                   | 2     | 4 → 2     |
| Фінал            | 22 травня 2011                   | 1     | 2 → 1     |

## 1/16 фіналу
| Команда 1                      | Рахунок         | Команда 2        |
| ------------------------------ | --------------- | ---------------- |
| 13 липня 2010                  |                 |                  |
| Промінь-Енергія (2)            | 4:0             | Терек            |
| КАМАЗ (2)                      | 0:0 дч пен. 2:4 | Аланія           |
| Мордовія (2)                   | 1:2             | Динамо (Москва)  |
| Шинник (2)                     | 2:1             | Крила Рад        |
| Авангард (Курськ) (2)          | 2:5 дч          | Сибір            |
| Металург (Липецьк) (3)         | 0:1             | Спартак (Москва) |
| Динамо (Санкт-Петербург) (2)   | 1:3             | Зеніт            |
| Волгар-Газпром (2)             | 1:0             | Рубін            |
| Салют (Бєлгород) (2)           | 0:4             | Ростов           |
| Волга (Нижній Новгород) (2)    | 5:0             | Спартак-Нальчик  |
| 14 липня 2010                  |                 |                  |
| Сахалін (3)                    | 1:1 дч пен. 3:4 | Сатурн           |
| Горняк (Учали) (3)             | 1:0             | Локомотив        |
| Торпедо (Москва) (3)           | 0:2             | ЦСКА             |
| Псков-747 (3)                  | 1:2             | Анжі             |
| Чорноморець (Новоросійськ) (3) | 0:1             | Амкар            |
| Краснодар (2)                  | 2:1 дч          | Том              |

## 1/8 фіналу
| Команда 1       | Рахунок         | Команда 2                   |
| --------------- | --------------- | --------------------------- |
| 22 вересня 2010 |                 |                             |
| Аланія          | 0:0 дч пен. 5:4 | Горняк (Учали) (3)          |
| Сатурн          | 2:1             | Промінь-Енергія (2)         |
| Ростов          | 2:0             | Волгар-Газпром (2)          |
| Динамо (Москва) | 4:1             | Волга (Нижній Новгород) (2) |
| 28 лютого 2011  |                 |                             |
| ЦСКА            | 1:0             | Шинник (2)                  |
| 1 березня 2011  |                 |                             |
| Анжі            | 2:3             | Зеніт                       |
| 3 березня 2011  |                 |                             |
| Сибір           | 0:2             | Спартак (Москва)            |
| 6 березня 2011  |                 |                             |
| Амкар           | 0:1 дч          | Краснодар (2)               |

## 1/4 фіналу
| Команда 1        | Рахунок | Команда 2     |
| ---------------- | ------- | ------------- |
| 20 квітня 2011   |         |               |
| Аланія           | 3:0     | Сатурн        |
| Динамо (Москва)  | 1:2     | Ростов        |
| Спартак (Москва) | 2:1     | Краснодар (2) |
| Зеніт            | 0:2     | ЦСКА          |

## 1/2 фіналу
| Команда 1        | Рахунок         | Команда 2 |
| ---------------- | --------------- | --------- |
| 11 травня 2011   |                 |           |
| Спартак (Москва) | 3:3 дч пен. 4:5 | ЦСКА      |
| Ростов           | 0:0 дч пен. 5:6 | Аланія    |

## Фінал
| 22 травня 2011 18:00 (EEST) |

| ЦСКА            | 2:1      | Аланія   |
| --------------- | -------- | -------- |
| Думбіа 13', 69' | Протокол | Неко 23' |

| Шинник, Ярославль Глядачів: 15 000 Арбітр: Владислав Безбородов |